# 名古屋系
名古屋系（なごやけい）は、日本のロックのサブジャンルのひとつで、まだヴィジュアル系という言葉のなかった1990年代はじめの名古屋市の音楽シーンに由来するものである（当時はお化粧バンド、逆毛バンド、ハードロックゴシック系などと呼ばれていた）。

## 概要
藤が丘のライブハウス名古屋ミュージックファームを拠点とするバンドが多かった。一般的なヴィジュアル系に比べ、よりダークでより陰鬱なものとされることが多く、曲の激しさと歌詞の暗い重さが特徴とされているが、80年代ビートロック系のバンドや、インダストリアル・ロック色の強いバンドもあり、明確な定義はない。西洋(特にイギリス)のパンク・ロック・バンドからの音楽的影響を多々受けていると思われるバンドが多く、バンドの焦点は、服装や化粧よりも、複雑な楽曲構成と音楽自体に置かれている。インディーズ時代の黒夢、Laputa、ROUAGEらのサウンドが名古屋系を作り上げたとされる。
HeartLand STUDIOの7代目店長を務めた斎藤智典は「ぼくが主観的に思う名古屋の音楽シーンの特徴は、関東圏から少し遅れてムーブメントが来ているということだ。また、ブームが去ってもそれをずっとやり続けるのもこの土地柄の特徴だ。それが故、アンダーグラウンドな音楽シーンが根強く残っており、そこから新しいシーンが発展している気がする。名古屋のパンクやヴィジュアルもそこから生まれたと思う」と考察している。
愛知県在住の漫画家、なかむら治彦は名古屋系について、管理教育に抑圧された若者たちが「自己主張の場を求め」、「重くて深い歌詞を好む」結果として名古屋系が生まれたのではないかと述べている。

## 歴史
1980年代、アンダーグラウンドでポストパンクのムーヴメントが起きる。このムーヴメントは、今池式、今池ロッカーズなどと呼ばれた。ROOTSのヴォーカリストもくあきおは「今池ロッカーズは、80年代初頭のニューヨークアンダーグラウンド／ノーウェーブに共時進行していた東京ロッカーズに呼応しているものでもあったといえよう。」と考察している。
1980年代前半ころから、Electric Lady LandなどでClowley、Sniper、Tiltらが名古屋のヘヴィメタルシーンを盛り上げる。Laputaのakiは高校時代にSniperやTiltのコピーバンドをしていたと述懐している。
1986年に、『Underground Romance－名古屋アンダーグラウンドロマンス－』というオムニバスアルバムがリリースされる。このアルバムには、Lucifer Luscious Violenoueが在籍していたゴシックロックバンドGille' Lovesが楽曲を一曲提供している。
1989年、Silver-Roseが結成される。
1990年代はじめになると、「名古屋系」という言葉が流行しだす。このころのシーンでは、Silver-Roseを筆頭に、TI+DEE、マニキュア、Sleep My Dear、 MERRY GO ROUND、Sus4、GARNETなどのバンドが活動していた。
1991年、黒夢が結成される。インディーズシーンではSilver-Roseと並んで「名古屋2大巨頭」とされていた。同年、VIVIAN LEEで活動していたKouichiがSilver-Roseに加入。
1994年、黒夢がメジャーデビューを果たす。一方で、Silver-Roseが解散。ギターのKouichiはLaputaに、ベースのKaikiはROUAGEに、そしてドラムのKyoはMerry Go Roundに加入した。また、KouichiがLaputaに加入したことに伴って、LaputaのギタリストHidenoがMerry Go Roundに加入する。
最初期の名古屋系バンドには、ほかにDIE-ZW3E、Of-J、Brand new kiss XXXX、Siluetなどがあった。
1990年代中盤の黒夢らの成功で全国的に知られるようになったが、その背景には、名古屋市を拠点とするライブハウスや大須にあった円盤屋などのレコード店の東京事務所による売り込みも関わっていたとされる。円盤屋はもともと1980年代のイギリスのロックを中心に扱う店であったが、1990年代に入ってしばらくすると、黒夢、Sleep My Dear、Merry Go Round、FANATIC◇CRISISらのメジャーデビューを手がけるべく東京事務所を開設し、メジャーレーベルに売り込みをかけるようになったという。黒夢に続いてROUAGE、FANATIC◇CRISIS、Laputaなどが次々と上京しメジャーデビューを果たす。
その後は、kein、Lamiel、Phobia、deadman、Blast、GULLET、the studs、lynch.など登場したが、これらのバンド群はヴィジュアル系という言葉が世間に浸透した90年代後半以降に活動を開始しているため、名古屋系と呼ばれることは少ない。lynch.のメンバーはlynch.はそういう要素はあるものの名古屋系そのものではないとし、「名古屋系にはモダンなヘヴィネスを追求しないで欲しい。チューニングも半音以上は下げないで欲しい」、「lynch.は名古屋系ではないということがわかる。闇のベクトルが違う。」と主張している。
2013年には、次世代名古屋系を掲げて、アルルカンが結成されている。